# شنون (جورجیا)
شنون (به انگلیسی: Shannon) یک منطقهٔ مسکونی در ایالات متحده آمریکا است که در شهرستان فلوید، جورجیا واقع شده‌است. شنون ۱۳٫۰ کیلومتر مربع مساحت و ۱٬۸۶۲ نفر جمعیت دارد و ۲۱۲ متر بالاتر از سطح دریا واقع شده‌است.